# Luis-Tomás Melgar Gil
Luis-Tomás Melgar Gil (Tordehumos, Valladolid, 28 de octubre de 1932—Valladolid, 16 de agosto de 2023) fue un escritor, guionista y director de televisión español. Desde los años 60 hasta su jubilación a finales de la década de los 90 trabajó en TVE y Antena 3, en programas como Datos para un informe, Con Hermida y compañía, España hoy o Noticias en La 2. Su última actividad fue la enseñanza de su profesión en la Escuela TAI de Madrid.

## Biografía
Hijo de un fabricante de harinas, nació en la localidad vallisoletana de Tordehumos, en la Tierra de Campos en 1932. Tras hacer los primeros estudios dentro de la familia y en el Colegio San Buenaventura (Medina de Rioseco, Valladolid), estudió bachillerato en el Colegio Lourdes, de Valladolid, entre 1942 y 1949, año en que aprobó el Examen de Estado en la propia Universidad de Valladolid, en la que cursó Ciencias Químicas entre los años 1949 y 1957. En ese tiempo, inició sus primeros trabajos profesionales como crítico de cine y teatro en el Diario Regional, dirigió el Cine Club del SEU y fue Secretario General de las tres primeras temporadas de la Semana de Cine Religioso, embrión de la actual SEMINCI.
En Madrid, desde 1958 a 1972, fue editorialista, articulista, crítico de cine, teatro y televisión, redactor jefe,  director teatral, autor y director en el montaje de las obras teatrales El Carro de los cómicos, Prometeo, El cancionero de la Pasión, El cancionero de los santos de palo y Aunque es de noche, ayudante de dirección en una decena de películas, conferenciante, y profesor de cine, al tiempo que, de 1964 a 1992, fue programador superior, director, realizador y guionista en TVE y, de 1993 a 1996, realizador en Antena 3. En ese tiempo, siguió un curso de dirección en Salzburgo (Austria), dos cursos de Ciencias Políticas en Madrid, ingresó en la Escuela Oficial de Periodismo en 1962, se tituló como realizador en TVE (1965) con el número uno de su promoción y obtuvo por oposición el título de Programador Superior de Televisión en 1967. Desde 1960 tiene el Carnet Internacional de Prensa y posteriormente el Carnet Nacional de Prensa.
Durante treinta años de actividad diaria en TVE, ha dirigido, realizado y escrito varios centenares de programas semanales, diarios y especiales, que han conquistado diversos galardones nacionales e internacionales. Durante 20 años no hubo una sola semana en la que no saliese al menos un programa con guion, dirección y/o realización suyo en la Primera Cadena de Televisión Española. Cuando su ocupación principal lo permitía, fue profesor en la Escuela Oficial de Radio y Televisión de TVE, en la Escuela TAI y en la Escuela de Artes Visuales, de Madrid. Tras tres años en Antena 3 y desde 1996 a 2006 fue profesor de diversas asignaturas de cine y televisión a los alumnos Comunicación Audiovisual, Publicidad y Periodismo de en la Universidad Antonio de Nebrija, de Madrid. Desde entonces, ha dictado clases de guion, análisis y realización en la Escuela TAI, de Madrid. En esos años, ha publicado una decena de libros.

## Trabajos profesionales en TV
En la época de 1965 a 1996, su ocupación principal fue la televisión, como guionista, director y/o realizador de cientos de programas, principalmente en Televisión Española, pero también para la cadena privada Antena 3. Sus principales trabajos fueron:
- Realizador y escaletista (guionista) de los programas diarios: La tarde, Por la mañana, Buenas tardes y los semanales La moda, Y 7, Revista de toros, Datos para un informe, De cerca, Con Hermida y compañía, La hora H, Se busca y Cuerda de Presos.

- Guionista, director y realizador de los programas semanales Cancionero, El estado de la cuestión, España hoy, En román paladino, España sin ir más lejos, Hoy por hoy, Con solera, De cerca, Su turno, Café de redacción, En paralelo y Retratos.

- Guionista, director y realizador de los programas diarios Noticias en la 2, La noche, Buenos días.

- Director y realizador de diez telecomedias para la serie Vecinos.

- Guionista, director y realizador de los programas especiales La pasión según España, El cancionero de los santos de palo, El misterio de Obanos, Canciones jóvenes para la Navidad, Los mayos, El misterio de San Guillén y Santa Felicia, Saetas para una noche de dolor, La fiesta empieza en Valdemorillo, Poetas para una canción española y Cantata para unas maniobras.

Autor del llamado "Plano Melgar" y de la situación de cámaras en contra-campo en los debates sin rotura del eje de acción.

## Trabajos en prensa
Desde antes de trabajar en televisión, y posteriormente en paralelo a su actividad en ésta, Luis Melgar participó en varias publicaciones como crítico y articulista, llegando a la dirección en varias de ellas:
- Crítico de teatro y cine desde 1955 hasta 1972 en varias publicaciones como el Diario Regional de Valladolid, el Diario Arriba, Acento Cultural, Aulas y otros.[3]
- Editorialista y articulista en la década de los 60 para la Prensa del Movimiento.
- Secretario de Redacción de Tele-Radio en 1963–66, y posteriormente Redactor Jefe de la misma de 1966 a 1972.
- Crítico de televisión en 1972-73 para Nuevo Diario, publicación local de Madrid.
- Director de varias revistas desde 1980 hasta 1992, entre ellas Noticias, El juguete y el mundo de los niños y Viajar.
- Director de publicaciones profesionales como La revista de los Agentes Comerciales de España y La Revista de los Agentes Inmobiliarios de Madrid desde 1988 hasta 1992.

## Libros
Luis Melgar también ha escrito libros, de temática variada y la mayoría de los cuales han sido publicados por la editorial LIBSA. Entre sus trabajos se encuentran:
- El oficio de escribir cine y televisión (Fundación Antonio de Nebrija)[4]
- Historia de la televisión (editorial Acento, Grupo SM)
- El guion cinematográfico, de la premisa al guion de dirección (Escuela de Cine y Vídeo)
- La historia de los Papas, Mil y una fábulas, Ritos y costumbres exóticas, Ángeles y Demonios, Enciclopedia del Vino, 99 Consejos para los amantes del vino, 99 Consejos para los amantes de los habanos, Enciclopedia del caballo, Enciclopedia de los pájaros domésticos (Editorial LIBSA)
- BOETOS: El amanecer de los Idus" (Amazon KDP)2012

## Otras actividades
Además de su faceta como trabajador televisivo y escritor, también ha realizado los siguientes trabajos:
- 1954-1961: Director del Cine-club del SEU en Valladolid.
- 1956-59: Cofundador y Secretario General de la Semana de Cine Religioso y de Valores Humanos de Valladolid, embrión de la actual SEMINCI
- 1961-63: Jefe Nacional de Actividades Culturales del SEU
- 1960-63: Director del Teatro Popular Universitario, de Madrid. En esta época escribió y dirigió las obras Prometeo (1962) y El carro de los cómicos (1963)
- 1964-1970: Profesor de Cine en el Centro Nacional de Formación Aula Cultural.
- 1973-1975: Profesor de Estética en la Escuela Oficial de Radio y Televisión.
- 1993-95: Profesor de Realización con multicámaras en la Escuela de Artes Visuales.
- 1993-96: Profesor de Realización en la Escuela TAI.
- 1996- 2006: Profesor de Cine y TV, en las carreras de Periodismo, Publicidad y Comunicación Audiovisual, en el Departamento de Comunicación de la Universidad Antonio de Nebrija, de Madrid.
- 2006-2010: Profesor de Guion (estructura, dramaturgia y diálogo), de Análisis cinematográfico y de realización, tanto en los cursos de diploma como en los de Máster en la escuela TAI, de Madrid.
- 2013: Profesor del taller de guion cinematográfico en la escuela de periodismo del Centro Cultural de España en Malabo.

## Premios
Sus programas han conquistado diversos premios, entre ellos el del Festival de Televisión Informativa de Cannes por Caos en Managua, documental del programa Datos para un informe. Volvió a optar al mismo premio con La fiesta empieza en Valdemorillo, quedando segundo. También obtuvo el Premio Ciudad de Méjico al mejor programa informativo de la TV mundial por Los chicanos, otro documental de Datos para un informe, programa con el que conquistó el Quijote de Oro de la crítica española de TV, el Premio Nacional de TV y el Premio Nacional de Cine Industrial.
Además, la programación especial por él escrita, dirigida o realizada también ha recibido diversos galardones, como el primer premio de la Bienal de Cine Militar de Versalles por Cantata para unas maniobras o el premio del Festival de Cine Católico de Varsovia por Saetas para una noche de dolor.